# Susan Faludi
Susan C. Faludi, née le 18 avril 1959, est une féministe américaine, auteure du best-seller Backlash: The Undeclared War Against American Women, paru aux États-Unis en 1991, et publié en français, en 1993, aux Éditions des femmes, sous le titre Backlash : la guerre froide contre les femmes.
Ce livre eut un impact considérable sur les mouvements féministes de nombreux pays et sur les études de genre.

## Biographie
Susan Faludi nait en 1959 dans le Queens à New York et grandit à Yorktown Heights (État de New York). Sa mère Marilyn Lanning est journaliste. Son père Stefánie Faludi (né István Friedman), d'origine hongroise, survivant juif de l'Holocauste est photographe,. Susan Faludi a la double citoyenneté américaine et hongroise.
Elle est diplômée de l'Université de Harvard avec un A. B. summa cum laude en 1981. Elle est admise au prestigieux club Phi Beta Kappa. Elle devient journaliste et écrit pour Le Harvard Crimson, Le New York Times, Herald de Miami, Atlanta Journal Constitution, San Jose Mercury Newset Le Wall Street Journal.
Dans les années 1980, elle écrit plusieurs articles sur le féminisme. Elle publie Réaction, en 1991. En 2008-2009, Susan Faludi est membre du Radcliffe Institute for Advanced Study d'Harvard. En  2013-2014, elle occupe la chaire Tallman sur les Études de genre et des femmes au Bowdoin College. Depuis janvier 2013, Susan Faludi fait partie de la rédaction du  Baffler magazine de Cambridge, dans le Massachusetts. En 2017, elle est reçue docteure honorifique de l'Université de Stockholm en Suède.

## Apport au féminisme

### Backlash, la guerre froide contre les femmes
Susan Faludi publie en 1991, Backlash, la guerre froide contre les femmes. Dans cet ouvrage, elle soutient que dans les années 1980, il y  a un mouvement antiféministe, avec la propagation de stéréotypes négatifs liés à l'esprit carriériste des femmes. Susan Faludi affirme que beaucoup de ceux qui disent, « la place des femmes est à la maison pour s'occuper des enfants » sont des hypocrites, car leur conjointe ou leur mère sont souvent des mères qui travaillent. Cet ouvrage lui a valu le National Book Critics Circle Award en 1991. Ce livre est devenu un texte classique féministe, avertissant chaque femme que les avancées du féminisme ne sont jamais acquises. En 2014, des féministes de renom comme les journalistes Jill Abramson et Katha Pollitt, l'actrice Lena Dunham, la romancière Roxane Gay vérifient la pertinence des observations de Susan Faludi.

### Stiffed: The Betrayal of the American Man
Dans son ouvrage Stiffed: The Betrayal of the American Man publié en 1999, Susan Faludi analyse l'état de l'homme américain. Elle montre que bien que beaucoup de personnes qui sont au pouvoir sont des hommes, la plupart des hommes ont peu de pouvoir. Les hommes américains ont été amenés à faire preuve de force, à soutenir leur famille et à travailler durement. Mais beaucoup d'hommes sont sous-payés, au chômage, voire abandonnés par leur compagne. Les changements dans la société américaine affectent à la fois les hommes et les femmes.

### La vision de la terreur, mythe et misogynie dans l’Amérique qui a peur
Dans La vision de la terreur, mythe et misogynie dans l’Amérique qui a peur, Susan Faludi analyse les attentats du 11 septembre 2001 à la lumière de l'histoire américaine remontant à des périodes d'insécurité : conquête de l'Ouest, la guerre du roi Philip.
Susan Faludi montre comment le récit du 9/11 a remis en avant des idées conservatrices (une hétérosexualité complémentaire) et développé un climat hostile aux femmes. D’un côté, les hommes sont virils, courageux inflexibles dans leur défense de la veuve et de l’orphelin. De l'autre, les femmes sont considérées comme des enfants apeurés dont la seule réaction possible est d'attendre d'être sauvé par un mari, un père, un pompier.
L'écrivaine Michiko Kakutani déclare que « Ce genre de livre tendancieux et mal rédigé donne une mauvaise réputation au féminisme ». Sarah Churchwell dans Le Guardian dit, « En fin de compte, Faludi est coupable de ses propres exagérations et de la fabrication de mythes, renforçant ainsi son argument pour le soumettre - ce qui est dommage, car inutile. Sa démonstration du sexisme renaissant des dangers et des médias négligents ou partiaux dans le paysage post-11 septembre n'a pas besoin d'un mythe de genèse douteux pour réinscrire l'exception américaine... ». D'autre part, Kirkus Reviews affirme que le livre présente « Une analyse riche et incisive de la réalité de la vie américaine à la suite du 11 septembre » et qu'il s'agit d'un essai « brillant, éclairant et essentiel ».

### Dans la chambre noire
Susan Faludi s'interroge sur le transidentité  lorsque son père lui annonce en 2004, alors qu'elle ne l'a pas vu depuis vingt-cinq ans qu’il est devenu une femme. La chambre noire est le récit de cette enquête. Elle remonte jusqu'en 1910 et présente la théorie binaire de Harry Benjamin et celle de la diversité de genre du médecin allemand Magnus Hirschfeld, qui fonde le premier institut de sexologie.

## Publications
- Susan Faludi (trad. Lise-Eliane Pommier, Evelyne Châtelain, Thérèse Réveillé), Backlash : la guerre froide contre les femmes, Paris, Des Femmes, 1993
- Faludi, Susan, Stiffed : The Betrayal of the American Man, New York, William Morrow, 1999
- Faludi, Susan, The Terror Dream : Fear and Fantasy in Post-9/11 America, New York, Metropolitan Books, 2007
- Faludi, Susan (trad. Karine Lalechère), Dans la chambre noire, Paris, Fayard, 2018

## Prix, distinctions
- Le livre Backlash reçut le National Book Critics Circle Award dans la catégorie documentaire en 1991[18].

- En 1991 également, Susan Falidi obtint le Prix Pulitzer pour le journalisme de vulgarisation pour son enquête sur le Leverage buy-out dans l'entreprise "Safeway Stores, Inc.", qui révéla le coût humain de la haute finance.